# Радівецька єпархія (Молдовська митрополія)
Радівецька єпархія (Радівецький церковний округ, Радівецьке єпископство, рум. Episcopia Rădăuţilor) — єпархія Молдовської митрополії на території Буковини.

## Християнізація Буковини
Процес християнізації земель Буковини, більшу частину яких охоплювала Радівецька єпархія, сягає апостольських часів. Апостол Андрій проповідував у землях Скіфії, у межах яких знаходилась і Буковина. Окремі джерела вказують, що в І ст. християнство населенню Прикарпаття та Подністров'я проповідував Апостол Павло.
За часів імператора Траяна, між жителями східних провінцій Римської імперії та представниками сусідніх племінних об'єднань виникли не тільки торгово-економічні, але й релігійно-культурні відносини. Християнські місіонери проникали не тільки в завойовані Римом землі, але і на суміжні території.
Остаточно християнство закріпилось на Буковині у часи Рівноапостольного Володимира Великого, завдяки якому буковинські землі увійшли до складу Київської Руси, де християнство стало державною релігією. Більш, ніж 300 років (988–1303) місцеві парафії підпорядковувались Київській митрополії.
Із створенням Галицької митрополії (1303) Буковина (Шипинська земля), як складова Галицького князівства, знаходилась під її юрисдикцією.
Після монголо-татарської навали зв'язки з Галицькою Руссю були розірвані, а Галицько-Волинська держава припинила існування. Як наслідок, буковинські землі з 1367 року увійшли до складу новоствореного Молдовського князівства. Але й тоді місцеві парафії продовжували залишатись у складі Галицької митрополії.
Перші єпископи молдовської церкви були рукоположеними (1371–1394) галицьким митрополитом Антонієм.

## Заснування Радівецької єпархії
1401-го молдовському господарю Олександру Доброму вдалося добитися визнання Молдовської митрополії під зверхністю Константинопольського патріархату. Першим Митрополитом став єпископ з Білгороду Дністровського Йосип, за сприяння якого 1402-го року до Сучави були перевезені мощі покровителя Буковини — Іоана Нового (Сучавського).
Відразу, після створення (визнання) митрополії молдовський господар поділив землі воєводства на три (єпархії) округи: Радівецький, Сучавський, Романівський. Парафії та монастирі північної частини Молдавії були об'єднані в Радівецьку єпархію з єпископською кафедрою в Радівцях. Кафедральним храмом було визначено церкву Св. Миколая, навколо якої пізніше сформувався Богданівський монастир.
Першим архієреєм Радівецької єпархії став Святитель  Леонтій, останнім був Досифей (Херескул).
Господарською грамотою від 15.03.1490 Штефан Великий підтвердив володіння єпархією 44 селами з цинуту Сучави.
Богослужбовою та діловою мовою була церковнослов'янська. Тільки з перенесенням кафедри молдовських митрополитів до Ясс почали впроваджувати церковнорумунську мову. Розпочалася тотальна румунізація православної церкви, яку проводили призначені Османською імперією фанаріоти.

## Ліквідація
Після того, як в 1774–1775 рр. частина Буковини була приєднана до Габсбурзької монархії, Радівецька єпархія Молдовської митрополії припинила існування. З її «австрійської частини» було утворено Чернівецько-Буковинську єпархію Карловацької митрополії. Ті парафії та монастирі, що залишились після розділення Буковини у Молдовській державі, утворили Хотинську єпархію Молдовської митрополії.
Пізніше Радівецька єпархія була відновлена у складі Буковинської митрополії (1873).